# Férolles
Férolles és un municipi francès, situat al departament del Loiret i a la regió de Centre–Vall del Loira. L'any 2007 tenia 1.136 habitants.

## Demografia

### Població
El 2007 la població de fet de Férolles era de 1.136 persones. Hi havia 416 famílies, de les quals 76 eren unipersonals (40 homes vivint sols i 36 dones vivint soles), 130 parelles sense fills, 170 parelles amb fills i 40 famílies monoparentals amb fills.
La població ha evolucionat segons el següent gràfic:
Habitants censats

### Habitatges
El 2007 hi havia 469 habitatges, 426 eren l'habitatge principal de la família, 20 eren segones residències i 22 estaven desocupats. 462 eren cases i 1 era un apartament. Dels 426 habitatges principals, 391 estaven ocupats pels seus propietaris, 24 estaven llogats i ocupats pels llogaters i 11 estaven cedits a títol gratuït; 6 tenien una cambra, 20 en tenien dues, 51 en tenien tres, 94 en tenien quatre i 255 en tenien cinc o més. 357 habitatges disposaven pel capbaix d'una plaça de pàrquing. A 139 habitatges hi havia un automòbil i a 263 n'hi havia dos o més.

### Piràmide de població
La piràmide de població per edats i sexe el 2009 era:
| Homes | Edats   | Dones |
| ----- | ------- | ----- |
| 4     | 95 o +  | 0     |
| 4     | 90 a 94 | 4     |
| 0     | 85 a 89 | 4     |
| 4     | 80 a 84 | 8     |
| 16    | 75 a 79 | 12    |
| 28    | 70 a 74 | 36    |
| 16    | 65 a 69 | 24    |
| 8     | 60 a 64 | 12    |
| 16    | 55 a 59 | 0     |
| 64    | 50 a 54 | 44    |
| 52    | 45 a 49 | 52    |
| 60    | 40 a 44 | 60    |
| 44    | 35 a 39 | 52    |
| 28    | 30 a 34 | 32    |
| 12    | 25 a 29 | 28    |
| 36    | 20 a 24 | 20    |
| 44    | 15 a 19 | 56    |
| 28    | 10 a 14 | 44    |
| 32    | 5 a 9   | 44    |
| 40    | 0 a 4   | 12    |

## Economia
El 2007 la població en edat de treballar era de 770 persones, 591 eren actives i 179 eren inactives. De les 591 persones actives 568 estaven ocupades (305 homes i 263 dones) i 23 estaven aturades (13 homes i 10 dones). De les 179 persones inactives 66 estaven jubilades, 67 estaven estudiant i 46 estaven classificades com a «altres inactius».

### Ingressos
El 2009 a Férolles hi havia 436 unitats fiscals que integraven 1.230,5 persones, la mediana anual d'ingressos fiscals per persona era de 20.660 €.

### Activitats econòmiques
Dels 36 establiments que hi havia el 2007, 1 era d'una empresa extractiva, 1 d'una empresa de fabricació d'altres productes industrials, 11 d'empreses de construcció, 9 d'empreses de comerç i reparació d'automòbils, 1 d'una empresa de transport, 1 d'una empresa d'hostatgeria i restauració, 2 d'empreses immobiliàries, 7 d'empreses de serveis, 1 d'una entitat de l'administració pública i 2 d'empreses classificades com a «altres activitats de serveis».
Dels 12 establiments de servei als particulars que hi havia el 2009, 1 era un taller de reparació d'automòbils i de material agrícola, 3 paletes, 1 guixaire pintor, 2 fusteries, 4 lampisteries i 1 restaurant.
L'any 2000 a Férolles hi havia 30 explotacions agrícoles que ocupaven un total de 1.394 hectàrees.

## Equipaments sanitaris i escolars
El 2009 hi havia 1 escola maternal integrada dins d'un grup escolar amb les comunes properes formant una escola dispersa i 1 escola elemental integrada dins d'un grup escolar amb les comunes properes formant una escola dispersa.

## Poblacions més properes
El següent diagrama mostra les poblacions més properes.